# Ambroise Lafortune
Pour les articles homonymes, voir Lafortune.
Ambroise Lafortune, né le 5 décembre 1917 à Montréal et mort le 8 mai 1997 dans la même ville à l'âge de 79 ans, est un prêtre séculier et écrivain québécois.

## Postérité
Une bibliothèque de la Ville de Montréal, la Bibliothèque Père-Ambroise, inaugurée en janvier 2009, porte son nom.
Le fonds d'archives d'Ambroise Lafortune est conservé au centre d'archives de Montréal de Bibliothèque et Archives nationales du Québec.